# دریاچه کتا
دریاچه کتا (انگلیسی: Lake Keta) یک دریاچه در سرزمین کراسنویارسک کشور روسیه است.